# Szürkemellű guvat
A szürkemellű guvat (Lewinia striata) a madarak osztályának darualakúak (Gruiformes) rendjébe és a guvatfélék (Rallidae) családjába tartozó faj.

## Rendszerezése
A fajt Carl von Linné svéd természettudós írta le 1766-ban, a Rallus nembe Rallus striatus néven. Egyes  szervezetek a Gallirallus nembe sorolják Gallirallus striatus néven.

## Alfajai
- Gallirallus striatus albiventer (Swainson, 1838)
- Gallirallus striatus gularis (Horsfield, 1821)
- Gallirallus striatus jouyi (Stejneger, 1887)
- Gallirallus striatus obscurior (Hume, 1874)
- Gallirallus striatus striatus (Linnaeus, 1766)
- Gallirallus striatus taiwanus (Yamashina, 1932)

## Előfordulása
Dél- és Délkelet-Ázsiában, Banglades, Brunei, Kambodzsa, Kína, India, Indonézia, Laosz, Malajzia, Mianmar, a Fülöp-szigetek, Szingapúr, Srí Lanka, Tajvan, Thaiföld és Vietnám területén honos. 
Természetes élőhelyei a szubtrópusi és trópusi mangroveerdők és gyepek. édesvízi mocsarak, lápok és tavak, valamint szántóföldek és vidéki kertek.

## Megjelenése
Testhossza 30 centiméter.

## Természetvédelmi helyzete
Az elterjedési területe rendkívül nagy, egyedszáma ugyan csökken, de még el éri el a kritikus szintet. A Természetvédelmi Világszövetség Vörös listáján nem fenyegetett fajként szerepel.